# Jean-Frédéric Brunel
Pour les articles homonymes, voir Brunel.
Jean-Frédéric Brunel (né le 18 juillet 1945) est un botaniste français, spécialiste du genre Phyllanthus.

## Œuvres
- Sur le genre Phyllanthus L. et quelques genres voisins de la tribu des Phyllantheae Dumort (Euphorbiaceae, Phyllantheae) en Afrique intertropicale et à Madagascar, Thèse présentée à l'Université Louis Pasteur de Strasbourg pour obtenir le grade de Docteur es Sciences Naturelles, 1987[1].